# Lago Sarchinger Weiher
El lago Sarchinger Weiher (en alemán: Sarchinger Weiher) es un lago situado en la región administrativa de Alto Palatinado —muy cerca de la frontera sur con la región de Baja Baviera—, en el estado de Baviera (Alemania), a una elevación de 330 metros; tiene un área de 28 hectáreas. 
Las orillas noreste y suroeste del lago se han llenado con arena para crear playas y atraer al turismo. Por la misma razón hay zonas de barbacoas, kioscos, etc.